# Basophilie
La basophilie est l'affinité pour ce qui est basique au sens chimique du terme. On évoque ainsi la basophilie des organismes vivants qui se développent dans, ou sur, des milieux basiques ou la basophilie des cellules du monde vivant qui fixent les colorants basiques.
La basophilie d'un substrat est une mesure de son niveau d'acidité.
Dans le champ de l'écologie, la basophilie est la propriété des espèces végétales qui ne se développent que sur un sol basique (souvent calcaire). Dans le domaine médical la basophilie désigne la capacité de certaines cellules ou constituants cellulaires à se colorer sous l'effet de colorants basiques comme l'hématoxyline ou le bleu de méthylène.
En langage médical courant, les granulocytes basophiles étant le plus souvent désignés par antonomase sous le seul vocable de basophiles, l'augmentation dans le sang du taux de ceux-ci est constitutive de la basophilie (au sens médical), laquelle selon les circonstances peut être physiologique (grossesse, ovulation, etc.) ou pathologique (carence en fer, splénectomie, cancers, etc.). 